# Pico Tamacuari
Le Pico Tamacuari est un tepuy de la sierra Tapirapecó situé à la frontière entre le Venezuela et le Brésil dans les États d'Amazonas (Venezuela) et d'Amazonas (Brésil).